# Paepalanthus stenolepis
Paepalanthus stenolepis är en gräsväxtart som beskrevs av Silveira. Paepalanthus stenolepis ingår i släktet Paepalanthus och familjen Eriocaulaceae. Inga underarter finns listade i Catalogue of Life.